# Vår sista dans
Vår sista dans släpptes 2001 och är den första singeln av Benny Anderssons orkester från albumet "Benny Anderssons orkester" och sången sjungs av Helen Sjöholm. Melodin testades på Svensktoppen, där den låg i 30 veckor under perioden 18 augusti 2001-30 mars 2002 innan den åkte ur, och hann bland annat med att toppa listan.
Sången tilldelades i juli 2002 även Guldklaven i kategorin ""Årets komposition.

## Låtlista
| Nr | Låt            | Musik           | Text          | Längd |
| -- | -------------- | --------------- | ------------- | ----- |
| 1  | Vår sista dans | Benny Andersson | Björn Ulvaeus | 4:49  |

## Listplaceringar
| Lista (2001) | Topplacering |
| ------------ | ------------ |
| Sverige      | 56           |

### Fotnoter
1. 1 2  ”Svensk mediedatabas”. http://smdb.kb.se/catalog/id/001546844. Läst 2 juni 2011.
2. ↑  ”Svensktoppen”. 18 augusti 2001. http://sverigesradio.se/p4/svetop/2001/010818sv.htm. Läst 2 juni 2011.
3. ↑  ”Svensktoppen”. 30 mars 2002. http://sverigesradio.se/p4/svetop/2002/020330sv.htm. Läst 2 juni 2011.
4. ↑  ”Svensktoppen”. 6 april 2002. http://sverigesradio.se/p4/svetop/2002/020406sv.htm. Läst 2 juni 2011.
5. ↑  Zendry Svärdkrona (16 juli 2002). ”Den vackraste låt Sven-Ingvars gjort” (på svenska). Aftonbladet. https://www.aftonbladet.se/nojesbladet/a/P3ox80/den-vackraste-lat-sven-ingvars-gjort. Läst 15 oktober 2018.
6. ↑  Listplacering